# ایرینا ایلینکووا
ایرینا ایلینکووا (انگلیسی: Irina Ilyenkova؛ زادهٔ ۱۰ آوریل ۱۹۸۰) ژیمناست ریتمیک اهل بلاروس است.
وی در مسابقات کشوری و بین‌المللی در مجموع برندهٔ ۱ مدال نقره شده‌است.